# Annissa Essaibi George
Pour les articles homonymes, voir George.
Annissa Essaibi George, née le 12 décembre 1973 à Boston, est une femme politique tuniso-américaine.

## Biographie
Fille d'un père tunisien et d'une mère américaine d'origine polonaise, Annissa Essaibi est née à Boston où elle a grandi avant d'intégrer la Boston Technical High School (en) puis l'université de Boston, où elle a étudié les sciences politiques. Elle a poursuivi ses études en obtenant une maîtrise en éducation de l’université du Massachusetts à Boston. Elle a ensuite donné des cours en sciences sociales à l’East Boston High School de 2001 à 2014.
Membre au Parti démocrate. Elle est devenue membre extraordinaire du conseil municipal de Boston en janvier 2016, à la suite des élections de novembre 2015,. Elle a été réélue en novembre 2017 et novembre 2019. Elle devient  par la suite présidente du comité de l’éducation.
Le 27 janvier 2021, Anissa Essaibi George a confirmé qu’elle se présenterait à l’élection du maire de Boston en 2021,. Elle s'oppose à l'autre candidate démocrate Michelle Wu. Elle se fait connaître au niveau national.
Anissa Essaibi George perd contre Michelle Wu le 2 novembre 2021.
En 2022, elle devient présidente directrice générale de l'organisation Big Sister Boston.